# David Collet
Theodore David Anthony Collet (19. oktober 1901 - 26. april 1984) var en britisk roer.
Collet vandt bronze i singlesculler ved OL 1928 i Amsterdam, i en finale hvor Henry Pearce fra Australien og amerikaneren Ken Myers vandt henholdsvis guld og sølv.
Collet studerede på University of Cambridge og deltog tre gange, i 1922, 1923 og 1924, i det legendariske Oxford vs. Cambridge Boat Race.

## OL-medaljer
- 1928:  Bronze i singlesculler